# Clear (歌手)
clear（クリア、8月27日生）は、熊本県出身のニコニコ動画で活動する歌い手である。血液型O型。

## 概要
ニコニコ動画の「歌ってみた」カテゴリに動画を投稿して人気となり、1枚目のアルバム『Dearest』でデビュー。オリコン週間アルバムで初登場9位を記録した。
ビルボード・ミュージック・アワード2010の優秀インディーズアーティスト賞にノミネートされる。

## ディスコグラフィー

### シングル
Greatful days（2016年8月7日）
1. Greatful days
2. Cage
3. With you

Shining（2011年4月27日）
1. Shining ／ 作詞：川島だりあ、作曲：後藤康二
2. ライムライトガール ／ 糞田舎P
3. 君の知らない物語 ／ ryo
4. Shining (off vocal)
5. ライムライトガール (off vocal)
6. 君の知らない物語 (off vocal)

変わらぬ想い（2011年2月23日）
1. 変わらぬ想い ／ 作詞・作曲：clear、編曲：安保一生
2. 聞こえていますか ／ 作詞：☆彩☆、作曲：やながもP
3. Dear ／ 19-iku-
4. 変わらぬ想い (off vocal)
5. 聴こえていますか (off vocal)
6. Dear (off vocal)

### アルバム
Dearest（2010年9月8日）
DearestⅡ（2011年7月20日）
1. Just Be Friends ／ 作詞・作曲:DixieFlatline、編曲：LIT-HUM
2. 教えて ／ 作詞：☆彩☆、作曲：やながも、編曲：安保一生
3. アシタへ ／ 作詞：らっぷびと、作詞・編曲:ryo
4. Because of you ／ 作詞・作曲・編曲：May Flower
5. 変わらぬ想い ／ 作詞：clear&安保一生、作曲：clear、編曲：大島こうすけ
6. 秘事 ／ 作詞・作曲：OSTER project、編曲：安保一生
7. 星屑ユートピアfeat.nero ／ 作詞・作曲：otetsu、編曲：安保一生
8. ナミダノキセキ（PSPゲーム「マスケティア」EDテーマ） ／ 作詞：MIZUE、作曲・編曲：前嶋康明
9. Daybreak ／ 作詞：clear&puruto、作曲：clear、編曲：安保一生
10. 夢喰い白黒バク ／ 作詞・作曲・編曲：Nem
11. Pianissimo ／ 作詞：clear&marasy、作曲：marasy、編曲：安保一生&marasy
12. Little Traveler ／ 作詞・作曲：ジミーサムP、編曲：安保一生

Reunite（2015年10月21日）
1. 虎視眈々 ／ 作詞・作曲：梅とら
2. カクテルとハイヒール ／ 作詞・作曲：奏音69
3. 心做し ／ 作詞・作曲：papiyon
4. Strangers ／ 作詞・作曲：Heavenz
5. WAVE ／ 作詞・作曲：niki
6. Still ／ 作詞：clear　作曲：石黒太一
7. モザイクロール ／ 作詞・作曲：DECO*27
8. 幽霊屋敷の首吊り少女 ／ 作詞・作曲：トーマ
9. ぼくらのレットイットビー feat.rairu ／ 作詞・作曲：Harry(はりーP)
10. 星の唄 ／ 作詞・作曲：buzzG
11. 小夜子 ／ 作詞・作曲：みきとP
12. 黒猫 ／ 作詞：Raptor 作曲：Akagami
13. タイムマシン ／ 作詞：164　作曲：40mP　ピアノアレンジ：koma'n(Pastel Penguin)